# Philippe Starck

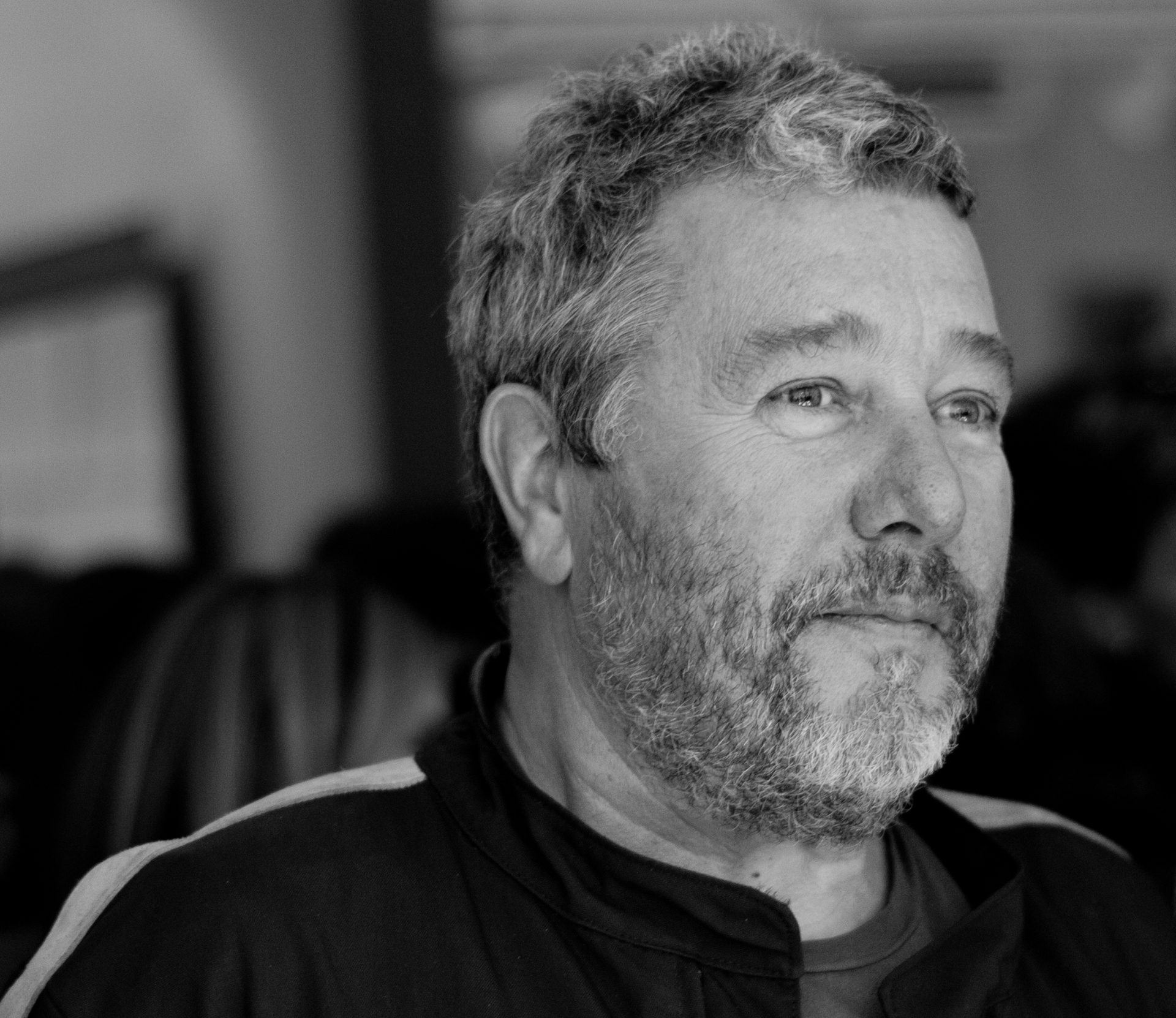
Philippe Starck, 2011

Philippe-Patrick Starck (* 18. Januar 1949 in Paris) ist ein französischer Designer und Architekt.

## Leben
Starck wurde am 18. Januar 1949 in Paris geboren. Er ist der Sohn von Andre Starck, der Ingenieur für Luftfahrttechnik war. Er sagt, sein Vater habe ihn oft inspiriert, weil er ein Ingenieur war, der das Erfinden zur „Pflicht“ machte. Philippe Starck studierte an der École Camondo in Paris. 1965 gewann er den Möbelwettbewerb „La Vilette“ und gründete 1968 eine Firma für aufblasbare Objekte. 1971 wurde er künstlerischer Leiter im Studio Pierre Cardin. 1980 gründete er die Firma Starck Products.
1982 gestaltete er die Privaträume des damaligen Staatspräsidenten François Mitterrand im Élysée-Palast. Er wurde zum gefeierten Stardesigner der 1980er, vor allem in den USA und in Japan. Die Inneneinrichtung für das Café Costes in Paris (1984, geschlossen 1994) wurde weltberühmt.

## Karriere
Von Restaurants bis zu Hotels, von Möbeln bis zu Raummodulen hat der französische Designer Philippe Starck mehr als 10.000 Entwürfen seinen Stempel aufgedrückt. Während seiner Tätigkeit für Adidas gründete Starck seine erste Industriedesignfirma, Starck Product, die er später nach dem Roman von Philip K. Dick in Ubik umbenannte. Er begann mit Herstellern in Italien (Driade), Alessi, Kartell und auch international zu arbeiten. Unter den Herstellern waren Drimmer in Österreich, Vitra in der Schweiz und Disform in Spanien. Sein Konzept des demokratischen Designs führte dazu, dass er sich auf massenproduzierte Konsumgüter statt auf Einzelstücke konzentrierte und nach Wegen suchte, die Kosten zu senken und die Qualität von Massenmarktgütern zu verbessern. Starck kooperierte dabei auch mit dem französischen Versandhändler 3 Suisses.
1983 wählte der französische Präsident François Mitterrand Starck auf Empfehlung seines Kulturministers Jack Lang, um die Privatwohnungen des Präsidenten im Élysée zu renovieren. Im folgenden Jahr gestaltete er das Café Costes.
Starcks Design erweiterte sich auf Möbel, Dekoration, Architektur, Stadtmobiliar, Industrie (Windkraftanlagen, Fotokabinen), Badarmaturen, Küchen, Boden- und Wandbeläge, Beleuchtung, Haushaltsgeräte, Büroausstattung wie Heftgeräte, Utensilien, Geschirr, Kleidung, Accessoires, Spielzeug, Glaswaren, Grafikdesign und Verlagswesen, Lebensmittel und Fahrzeuge für Land, See, Luft und Raum.
Im Jahr 2018 begann er für das Raumfahrtsunternehmen Axiom Space mit dem Entwurf der Innenräume für das Wohnmodul der ersten kommerziellen Raumstation der Welt, die 2020 eröffnet werden sollte.

## Privatleben
Starck hat fünf Kinder aus vier Ehen. Seine Tochter Ara Starck ist Malerin und entstammt der Ehe mit der Rechtsanwältin Brigitte Starck. Mit seiner zweiten Frau, der Französin Patricia, hat er den Sohn Oa, und mit seiner dritten Frau, der Amerikanerin Nori, den Sohn Lago und die Tochter K. Starck behauptet, die Namen seiner Kinder nach dem Zufallsprinzip mit Hilfe eines EDV-Programms auszuwählen. Seit 2007 ist er mit Jasmine Abdellatif verheiratet.

## Werke

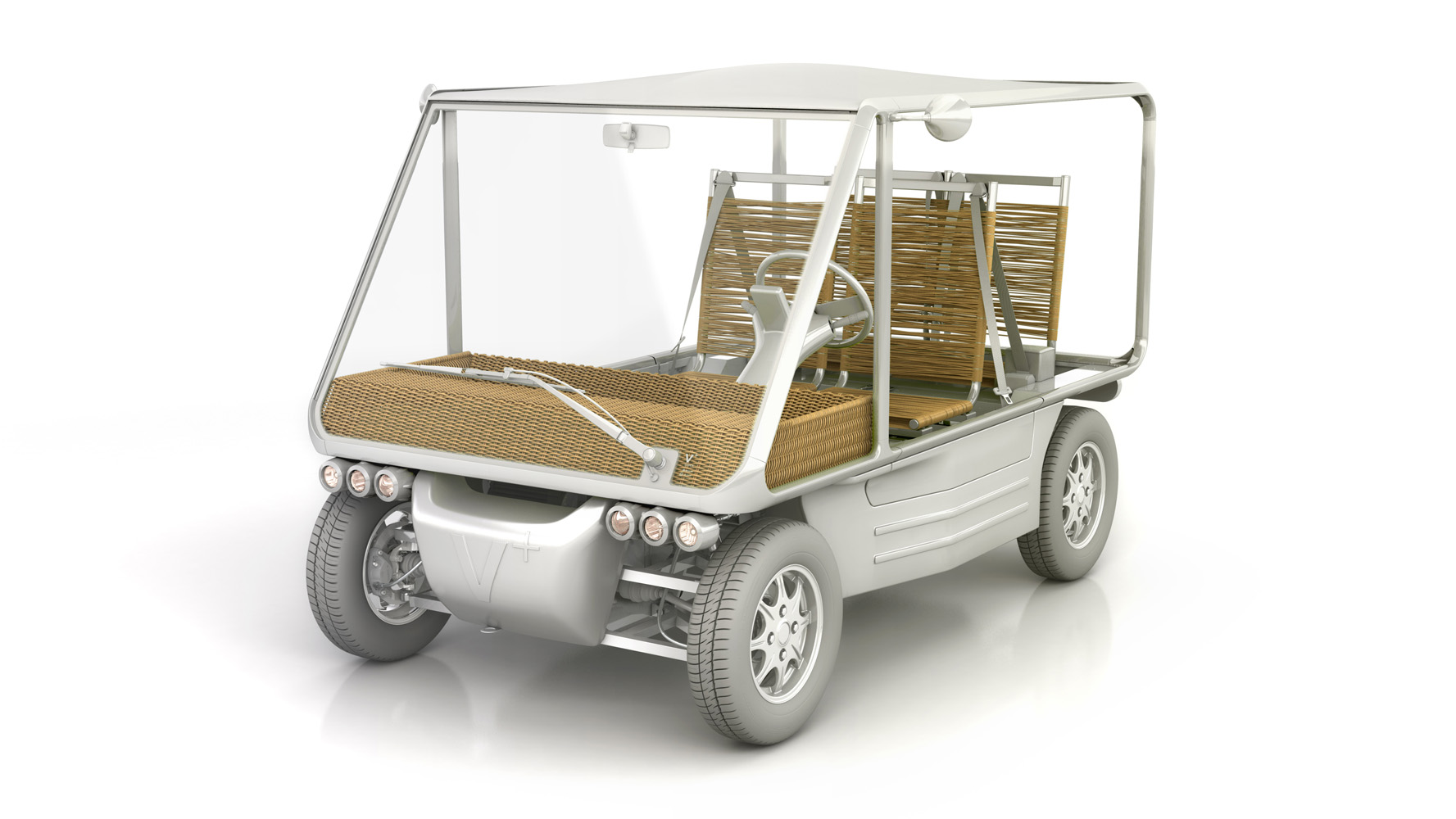
Volteis Elektro-Auto (2012)
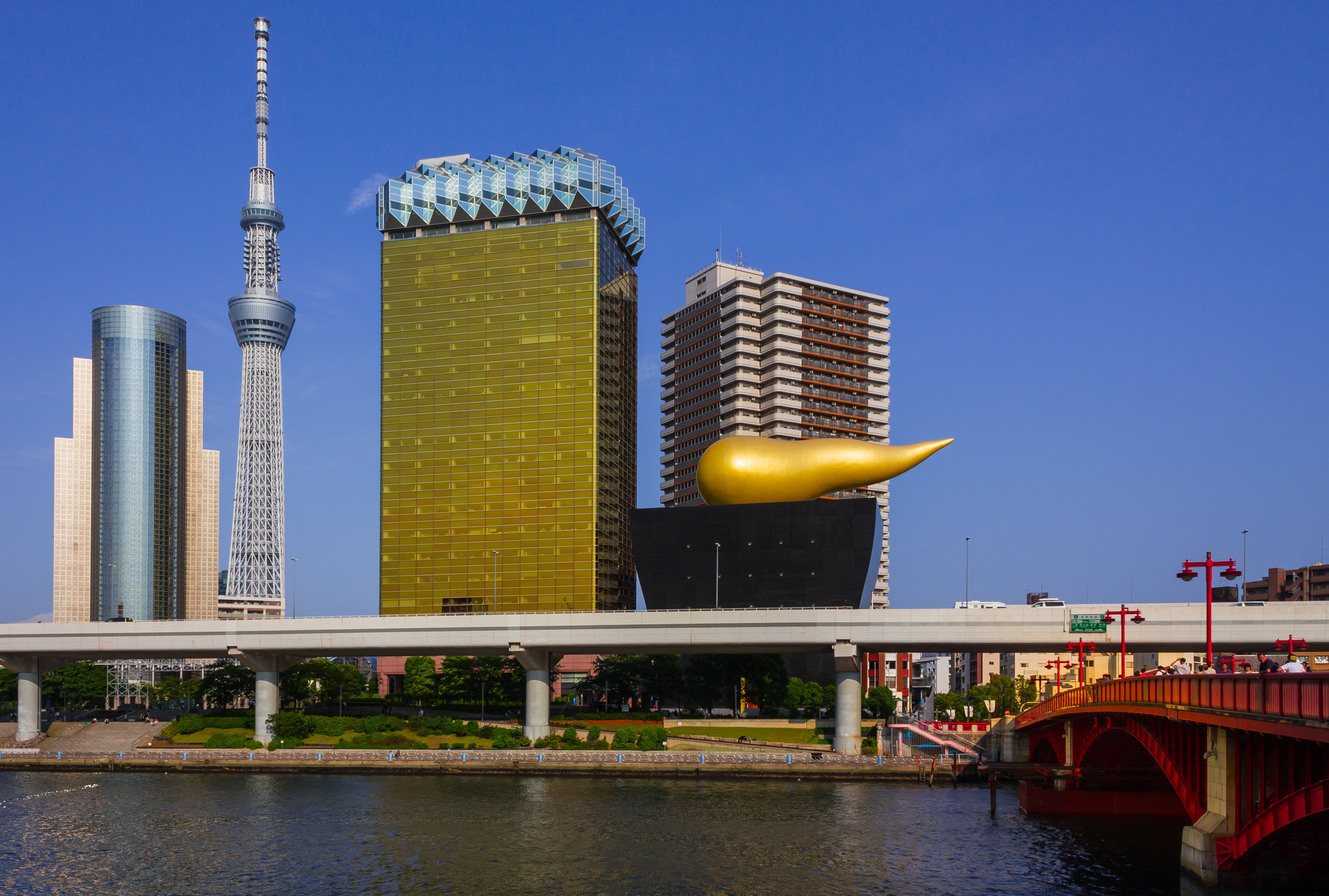
Hauptgebäude der Asahi-Brauerei in Tokio
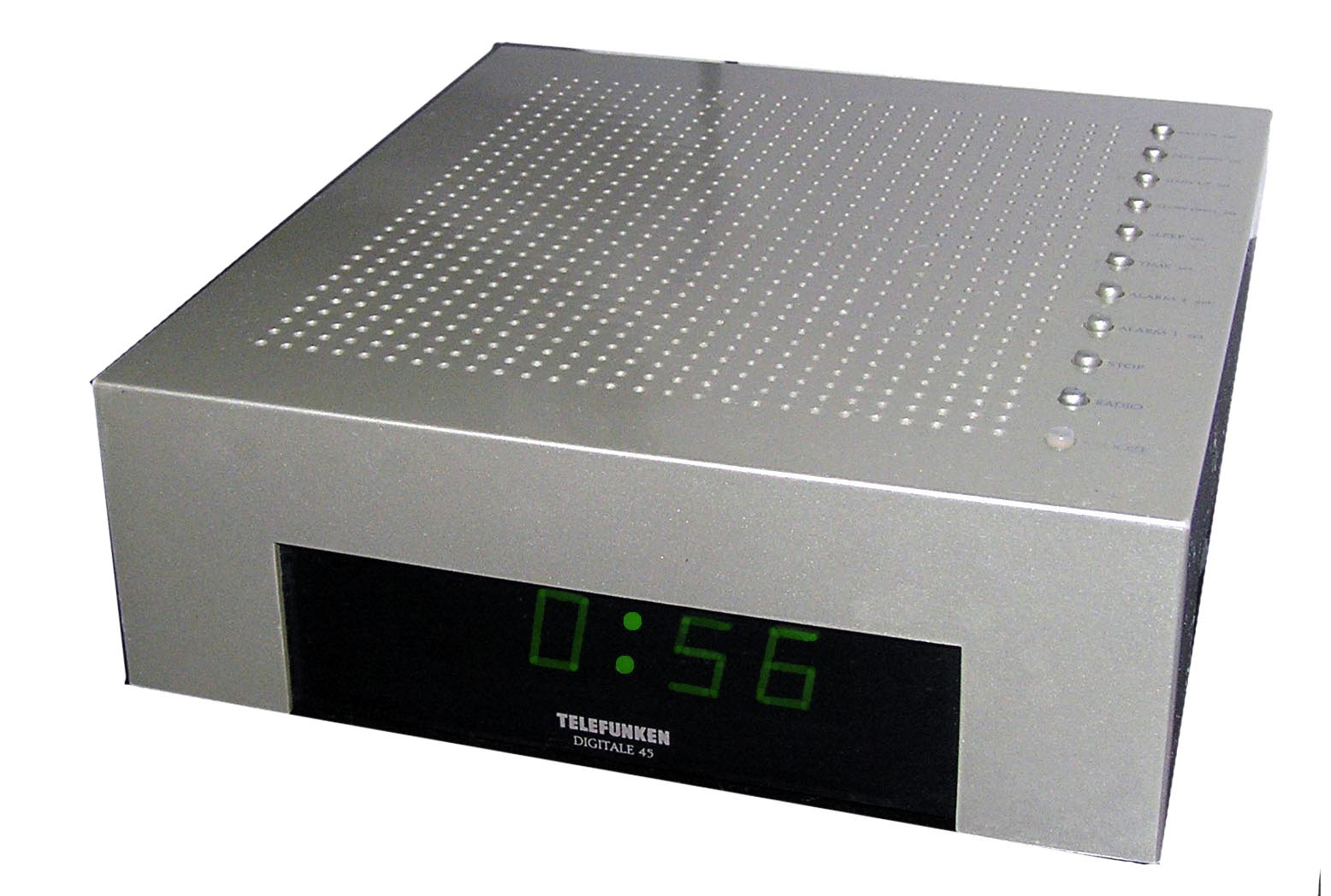
Radiowecker der Firma Telefunken um 1995
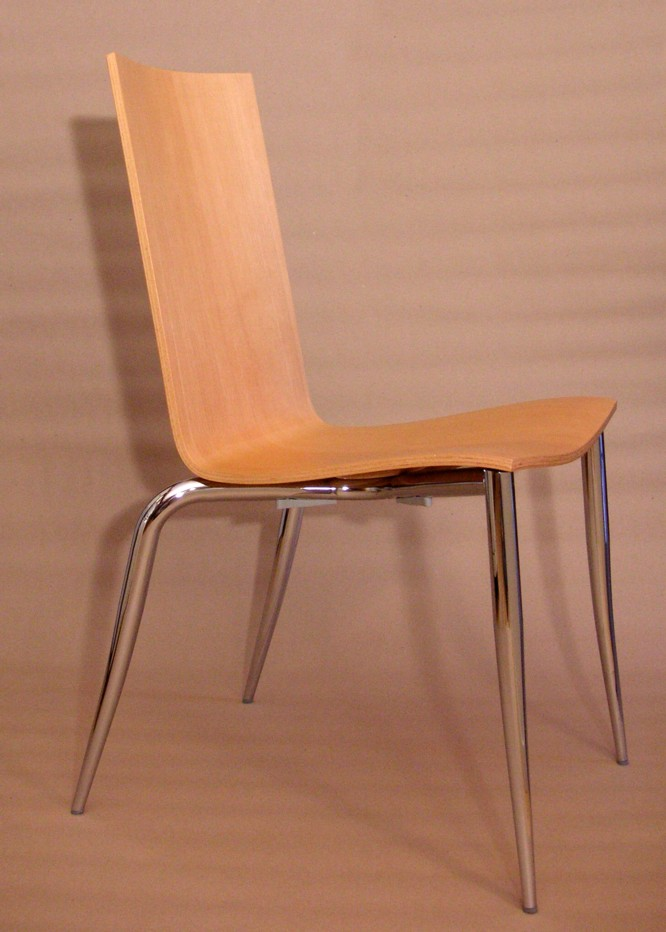
Stapelbarer Stuhl Olly Tango, 2001
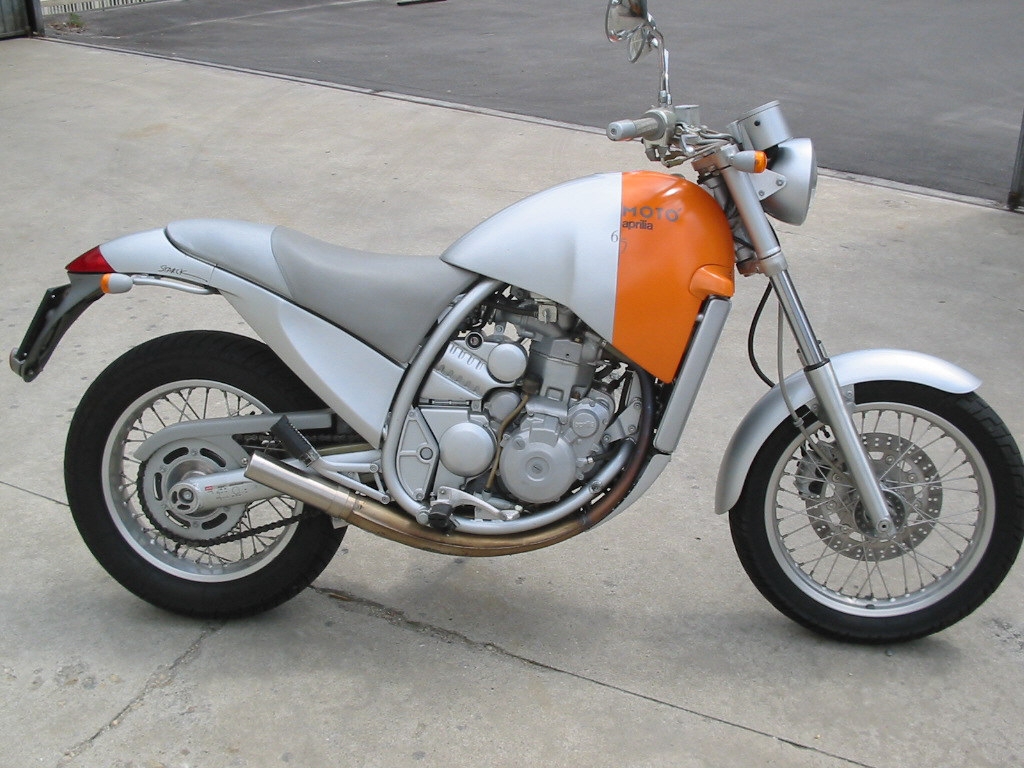
Aprilia Moto 6.5
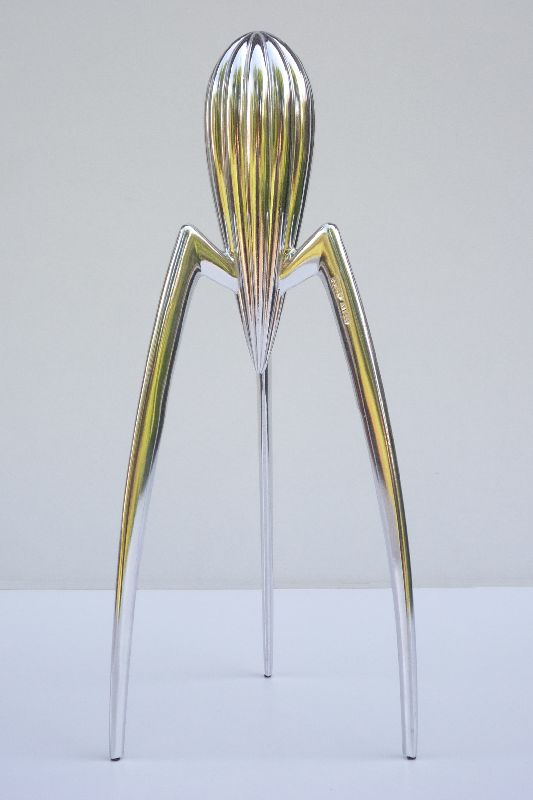
Zitronenpresse „Juicy Salif“ (1988)
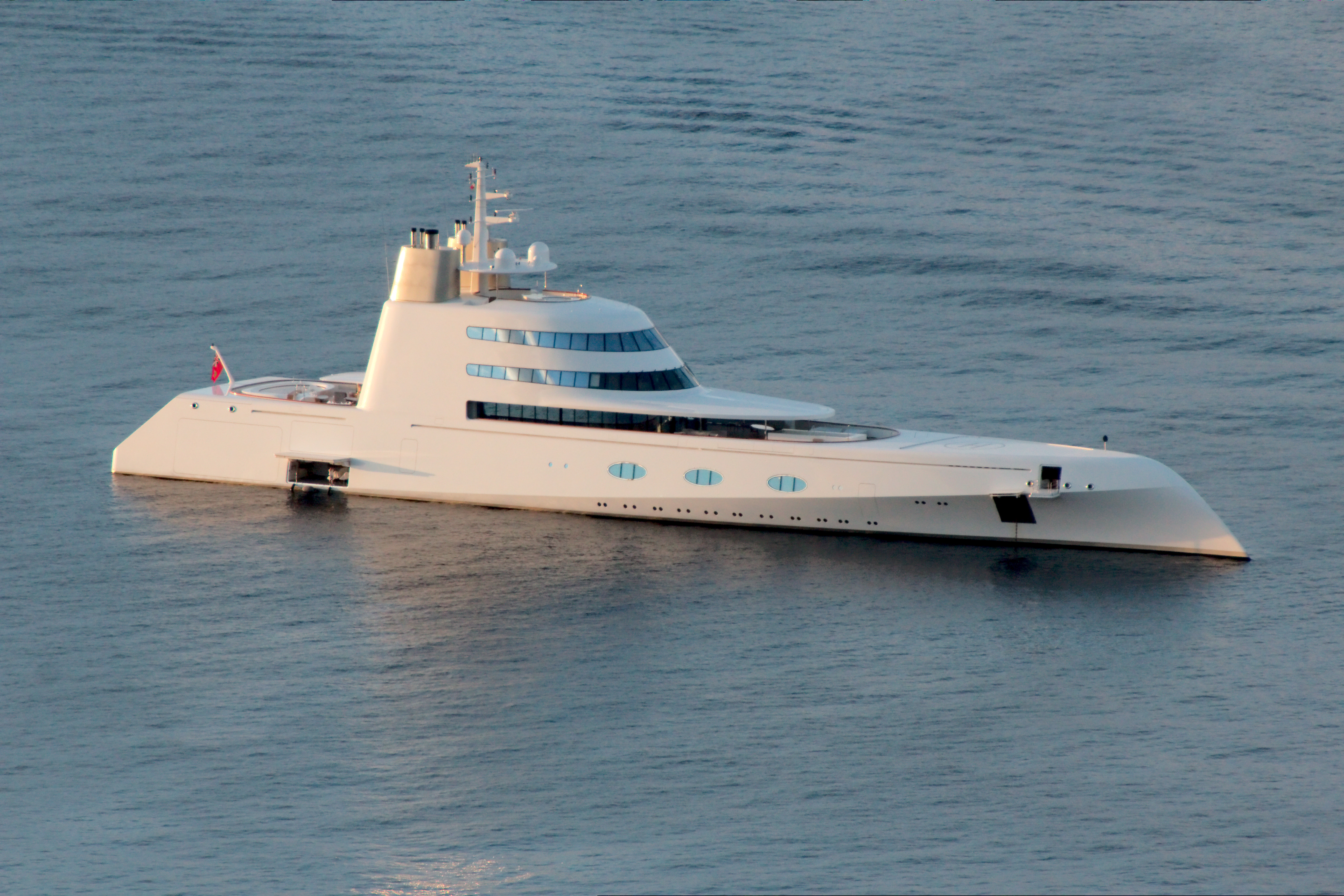
Die Motoryacht A
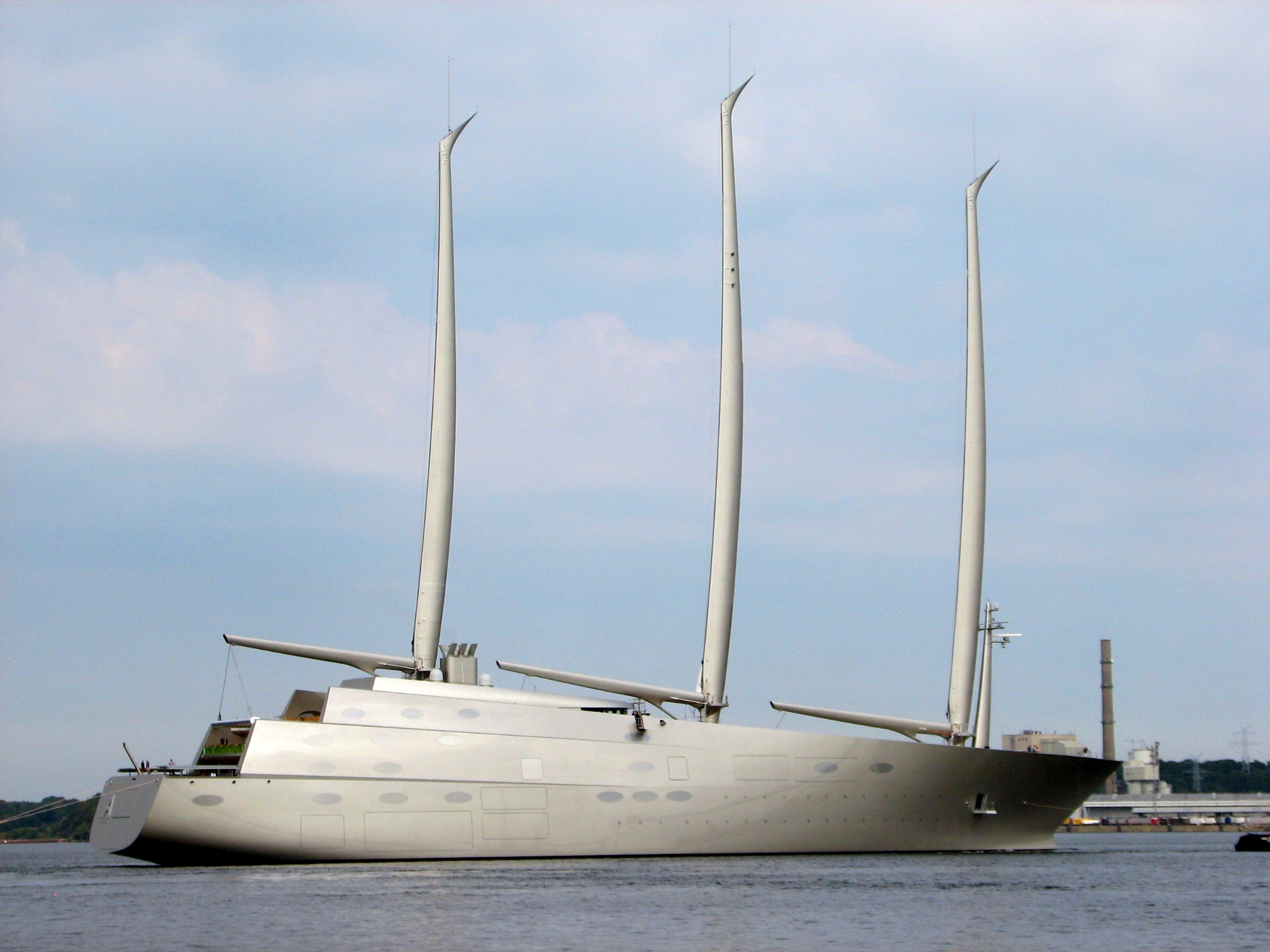
Die Segelyacht SY A

Philippe Starck verwendet oft organische Formen. Einer der bekanntesten Produktentwürfe ist die einteilige, raketenförmige Zitronenpresse Juicy Salif (1990) aus Aluminium für den italienischen Hersteller Alessi. Sie wurde international beachtet und mit Begriffen wie „Designklassiker“ belegt. Im Vordergrund standen dabei nicht die funktionalen Qualitäten als Zitronenpresse: Die spitzen Füße bohren sich in die Arbeitsplatte und es gibt kein Sieb, um die Kerne aufzufangen.
Weitere bekannte Werke sind das Motorrad Motó 6.5 des Herstellers Aprilia, Armaturen- und Brausenkollektionen für Axor, die Designermarke der Hansgrohe SE, Starck Eyes-Brillen von Alain Mikli, eine Schuhkollektion mit dem Sportartikelhersteller Puma, Sanitärkeramik für Duravit und Badewannen für Hoesch, der Sessel/das Sofa Bubble Club sowie die Sessel Louis Ghost für Kartell, Lampen bei FLOS, eine Computermaus für Microsoft, die für Links- wie auch Rechtshänder geeignet ist, oder die Marie Coquine Lampe für Baccarat. 2008 präsentierte er eine Windmühle und eine modulare Duschkollektion auf der Internationalen Möbelmesse in Mailand. Die Motoryacht A wurde 2008 von Starck entworfen. Er designte auch die Kopfhörer des französischen Herstellers Parrot, die unter der Produktbezeichnung Zik vertrieben werden.
Nach eigener Aussage ist sein Designprinzip das Prinzip der Reduktion, oder „Ethik des Weglassens“, er vermeidet unnötiges Dekor.
2010 wurde der Stuhl Zartan für Magis entwickelt. Dieser besteht vollständig aus natürlichen Materialien wie Bambus, Leinen und Hanffasern und stellt eine ungiftige und biologisch abbaubare Alternative zu Plastik dar.
Im Jahr 2012 brachte Starck den Broom für Emeco heraus, einen Anti-Abfall-Stuhl, der aus Materialien hergestellt wird, die in Holz- und Plastikfabriken gesammelt werden.
Im April 2012 gab Starck bekannt, dass er an einem „revolutionären“ Produkt für Apple arbeite; später wurde bekannt, dass es sich dabei um die Luxusyacht Venus für den 2011 verstorbenen Apple-CEO Steve Jobs handelte.
2019 wurde das Projekt des sogenannten „KI-Stuhls“ bekannt. Ein Team des US-amerikanischen 3D-Software-Experten Autodesk und Philippe Stark haben gemeinsam den – nach Angaben der Beteiligten – ersten „von künstlicher Intelligenz und Menschen gemeinsam entwickelten Stuhl“ erschaffen, den sogenannten A.I.Chair.
Ebenfalls 2019 brachte Starck die Möbelkollektion Cassina Croque La Pomme für Cassina S.p.A. heraus; die Sitzmöbel sind mit einem nicht-tierischen Stoff aus Apfelleder bezogen.
Für die Mailänder Möbelmesse 2022 lud Dior Maison Starck ein, den Médallion-Sessel neu zu interpretieren – er entwarf den Miss Dior-Stuhl, der mit einer eleganten Konstruktion und virtuoser Handwerkskunst eine Hommage an eine ausgeprägte Weiblichkeit darstellt.

### Architektur
Philipe Starck beschäftigt sich im Rahmen seiner Rolle als Architekt mit dem Entwerfen, Gestalten und Konstruieren von Bauwerken, sowie mit der ästhetischen Auseinandersetzung des Menschen mit dem gebauten Raum.
Die Gebäude, die er ab 1989 in Japan plante, liefen den traditionellen Formen zuwider. Das erste, Nani Nani, in Tokio, wurde als biomorpher Schuppen beschrieben. Ein Jahr später entwarf er die Asahi Beer Hall in Tokio, ein Gebäude, das von einer goldenen Flamme gekrönt wurde. Es folgte 1992 der Bürokomplex Le Baron Vert in Osaka. In Frankreich plante er die Erweiterung der École nationale supérieure des arts décoratifs (ENSAD) in Paris (1998).
Im Jahr 1991 entwarf er einen der Pavillons für das neue Groninger Museum.
Starck plante auch erschwingliche und anpassbare vorgefertigte P.A.T.H.-Häuser.
Er entwarf die Infrastruktur für den Hafen Port Adriano in der südwestlichen Bucht von Palma de Mallorca und war künstlerischer Leiter für den Innenbereich. Er wurde im April 2012 eröffnet.
Im Jahr 2014 wurde in Montpellier das von Starck entworfene Gebäude "Le Nuage" eingeweiht. Es bietet einen 3000 Quadratmeter großen Fit- und Wellnessbereich mit Pool. Außerdem verfügt es über ein Café und einen Kinderbereich, die mit ebenfalls von Starck entworfenen Möbeln ausgestattet sind.

#### Architektur (Interiors)
Auch beim Entwerfen von Inneneinrichtungen hat sich Starck einen Namen gemacht, beispielsweise durch seine Arbeit für den ehemaligen französischen Präsidenten François Mitterrand oder sein Konzept des „Salon d’eau“ aus dem Jahr 1994, das er zusammen mit Axor/Hansgrohe, Duravit und Hoesch umgesetzt hat. Für den Kölner Taschen-Verlag entwarf Starck die Flagship-Stores in London, Los Angeles und Paris. Mit dem Projektentwickler John Hitchcox vertreibt Starck seit 1999 unter der Marke Yoo weltweit Wohnobjekte.

#### Architektur (Exteriors)
Starck beschreibt seine Architektur als Dematerialisation. Sie soll Erlebnisse schaffen und den Menschen echte Mehrwerte bieten.  Seine Entwürfe wurden weltweit umgesetzt. Dazu zählen zum Beispiel das 2018 errichtete Hotel und Restaurant Brach in Paris; ebenso zählen dazu unter anderem Fertighäuser, Wohneinheiten, öffentliche Gebäude, und Bürogebäude.

## Hotels, Restaurants und kulturelle Einrichtungen
Seit Ende der 1980er Jahre hat Starck eine Reihe von Hotels in verschiedenen Ländern entworfen, darunter das Royalton Hotel (1988) und das Paramount-Hotel [1990] in New York City, das Delano in Miami, das Hudson Hotel und das Mondrian Hotel in West Hollywood, das Sanderson sowie Saint Martin’s Lane in London, das Le Meurice, das Royal Monceau in Paris u. a.
Starck hat mehrere Restaurants entworfen, darunter das Café Costes (1984) in Paris, das Manin (1985) in Tokio, das Theatron (1985) in Mexiko-Stadt, das Teatriz (1990) in Madrid oder The Avenue in New York City.
Die Alhondiga, ein 43.000 Quadratmeter großes Kultur- und Freizeitzentrum in Bilbao, wurde 2010 eröffnet.
Anfang der 1990er Jahre war Starck an Plänen der Amsterdamse Stichting Centrum De Waag beteiligt, welche die historische Waag in ein Multimediazentrum umwandeln wollte. Starck entwarf einen umstrittenen gläsernen Anbau. Die Stiftung musste Insolvenz anmelden, bevor die Pläne realisiert wurden.

## Ausstellungen
Starcks Arbeiten sind in den Ausstellungen europäischer und amerikanischer Museen zu sehen, darunter das Musée National d’Art Moderne, dem er mehrere Exponate, insbesondere Prototypen, gestiftet hat, das Musée des Arts Décoratifs in Paris, und das Brooklyn Museum in New York City, das Vitra Design Museum in Basel und das Design Museum in London. Mehr als 660 seiner Entwürfe wurden 2011 in öffentlichen französischen Sammlungen inventarisiert.

## Auszeichnungen
- 1999 wurde er als Designer des Jahres von der Zeitschrift A&W Architektur & Wohnen geehrt.
- 2001 erhielt er den Compasso d’Oro für seine für Kartell entworfene Sofa- und Sesselserie Bubble Club.
- 2004 wurde er mit dem Lucky Strike Designer Award der Raymond-Loewy-Stiftung ausgezeichnet.

## Film
- Future by Starck. Ein Designer blickt in die Zukunft. Dokumentarfilm, Frankreich, 2013, 96 Min., Buch und Regie: Gaël Leiblang, Produktion: arte France, Erstsendung: 4. Juni 2013 bei arte. Inhaltsangabe bei programm.ard.de.